# Kabinett Hackzell
Das Kabinett Hackzell war das 27. Kabinett in der Geschichte Finnlands. Es amtierte vom 8. August 1944 bis zum 21. September 1944. Das Kabinett bestand aus den Parteien Sozialdemokratische Partei Finnlands (SDP), Landbund (ML), Schwedische Volkspartei (RKP), Nationale Fortschrittspartei (ED) und Nationale Sammlungspartei (KOK).

## Minister
| Ressort                            | Name                | Partei     | Amtszeitbeginn | Amtszeitende       |
| ---------------------------------- | ------------------- | ---------- | -------------- | ------------------ |
| Ministerpräsident                  | Antti Hackzell      | unabhängig | 8. August 1944 | 21. September 1944 |
| Äußeres                            | Carl Enckell        | unabhängig | 8. August 1944 | 21. September 1944 |
| Justiz                             | Ernst von Born      | RKP        | 8. August 1944 | 21. September 1944 |
| Inneres                            | Kaarlo Hillilä      | ML         | 8. August 1944 | 21. September 1944 |
| Minister im Innenministerium       | Eemil Luukka        | ML         | 8. August 1944 | 21. September 1944 |
| Verteidigung                       | Karl Rudolf Walden  | unabhängig | 8. August 1944 | 21. September 1944 |
| Finanzen                           | Onni Hiltunen       | SDP        | 8. August 1944 | 21. September 1944 |
| Minister im Finanzministerium      | Olli Paloheimo      | KOK        | 8. August 1944 | 21. September 1944 |
| Bildung                            | Kalle Kauppi        | ED         | 8. August 1944 | 21. September 1944 |
| Landwirtschaft                     | Viljami Kalliokoski | ML         | 8. August 1944 | 21. September 1944 |
| Verkehr und öffentliche Arbeiten   | Väinö Salovaara     | SDP        | 8. August 1944 | 21. September 1944 |
| Handel und Industrie               | Uuno Takki          | SDP        | 8. August 1944 | 21. September 1944 |
| Soziales                           | Aleksi Aaltonen     | SDP        | 8. August 1944 | 21. September 1944 |
| Versorgung                         | Kaarle Ellilä       | ML         | 8. August 1944 | 21. September 1944 |
| Minister im Versorgungsministerium | Jalo Aura           | SDP        | 8. August 1944 | 21. September 1944 |